# Conde de Santa Luzia
O título de Conde de Santa Luzia foi criado por decreto de 2 de Dezembro de 1885 do rei D. Luís I de Portugal a favor de José Joaquim Machado Ferraz, único titular.

## Titulares
1. José Joaquim Machado Ferraz